# Minardi M187
Chronologie des modèles (1987)
Minardi M186 Minardi M188
La Minardi M187 est la monoplace de Formule 1 engagée par la Scuderia Minardi dans le cadre du championnat du monde de Formule 1 1987. Elle est pilotée par l'Espagnol Adrián Campos et l'Italien Alessandro Nannini. Mue par un moteur V6 turbocompressé Motori Moderni, elle est chaussée de pneumatiques Goodyear.

## Historique
La Minardi M187 est une évolution de sa devancière, la Minardi M186. Elle s'en distingue par une nouvelle boîte de vitesses et de nouvelles suspensions. En début de championnat, la M187 dispose, comme l'Osella FA1I, de disques de frein en fonte, alors que les autres monoplaces du plateau utilisent des freins en carbone. Il faut attendre la sixième épreuve de la saison, en France, pour que la monoplace d'Alessandro Nannini en soit équipée, avant celle d'Adrián Campos en Italie, onzième manche du championnat,.
Le novice Adrián Campos se fait remarquer dès le Grand Prix du Brésil, manche inaugurale du championnat 1987 : l'Espagnol quitte sa monoplace peu avant le lancement du tour de formation pour aller chercher dans son garage des bouchons d'oreilles. Il rattrape ses concurrents en zigzaguant, ce qui lui vaut d'être disqualifié.
Au Grand Prix de Monaco, lors de la deuxième séance de qualifications disputée le samedi après-midi, Campos, auteur du vingt-quatrième temps, tape le rail dans le virage du Casino. L'Espagnol est pris d'un malaise à son retour au stand et est dirigé vers l'hôpital de Monaco, où il est diagnostiqué une commotion cérébrale sans perte de connaissance mais avec obnubilation. Gardé en observation pendant deux jours, il ne prend pas le départ de la course.
La saison est ponctuée par les très nombreux problèmes de fiabilité du moteur V6 Motori Moderni, à l'origine de la majorité des abandons en course : ainsi, en trente-deux engagements, la M187 ne rallie l'arrivée qu'à quatre reprises. Ces soucis techniques poussent l'écurie italienne à s'associer avec Ford-Cosworth à partir de 1988. Enfin, malgré ses médiocres performances, Campos voit son contrat prolongé de deux années, grâce au complément de budget apporté par son commanditaire, le fabricant de jeans Lois.

## Résultats en championnat du monde de Formule 1
| Saison | Écurie          | Moteur                     | Pneumatiques | Pilotes            | Courses | Courses | Courses | Courses | Courses | Courses | Courses | Courses | Courses | Courses | Courses | Courses | Courses | Courses | Courses | Courses | Points inscrits | Classement |
| Saison | Écurie          | Moteur                     | Pneumatiques | Pilotes            | 1       | 2       | 3       | 4       | 5       | 6       | 7       | 8       | 9       | 10      | 11      | 12      | 13      | 14      | 15      | 16      | Points inscrits | Classement |
| ------ | --------------- | -------------------------- | ------------ | ------------------ | ------- | ------- | ------- | ------- | ------- | ------- | ------- | ------- | ------- | ------- | ------- | ------- | ------- | ------- | ------- | ------- | --------------- | ---------- |
| 1987   | Minardi F1 Team | Motori Moderni 615-90 V6 T | Goodyear     |                    | BRÉ     | SMR     | BEL     | MON     | DET     | FRA     | GBR     | ALL     | HON     | AUT     | ITA     | POR     | ESP     | MEX     | JAP     | AUS     | 0               | 14e        |
| 1987   | Minardi F1 Team | Motori Moderni 615-90 V6 T | Goodyear     | Adrián Campos      | Dsq     | Abd.    | Abd.    | Np.     | Abd.    | Abd.    | Abd.    | Abd.    | Abd.    | Abd.    | Abd.    | Abd.    | 14e     | Abd.    | Abd.    | Abd.    | 0               | 14e        |
| 1987   | Minardi F1 Team | Motori Moderni 615-90 V6 T | Goodyear     | Alessandro Nannini | Abd.    | Abd.    | Abd.    | Abd.    | Abd.    | Abd.    | Abd.    | Abd.    | 11e     | Abd.    | 16e     | 11e     | Abd.    | Abd.    | Abd.    | Abd.    | 0               | 14e        |

Légende : ici 